# Tren de la Vale

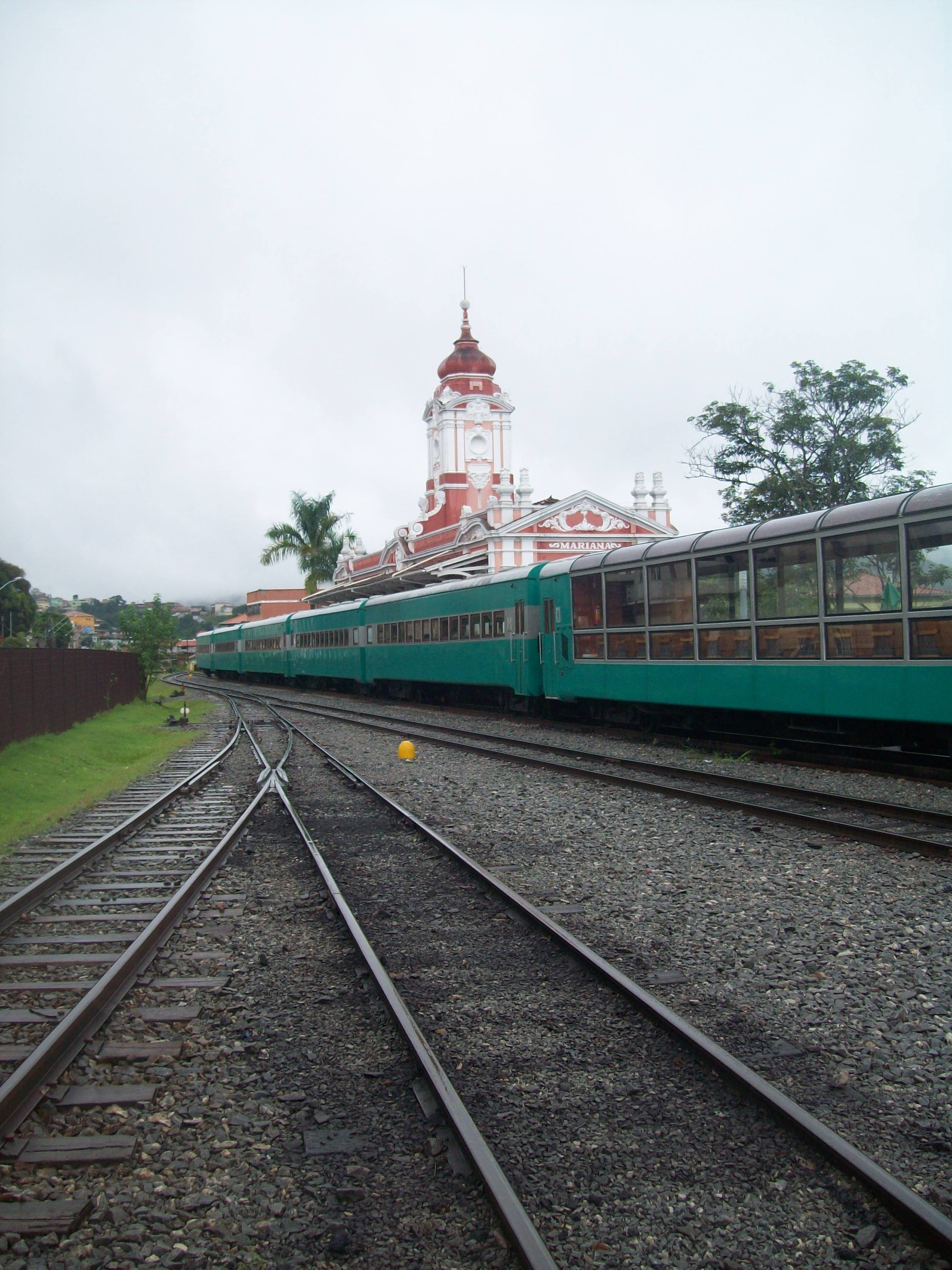
Tren de la Vale, Brasil.

El Tren de la Vale, en Brasil, inaugurado el 5 de mayo de 2006, es un tren turístico-cultural que une las ciudades de Mariana y Ouro Preto en Minas Gerais. Fue posible gracias a un acuerdo entre la Vale, la Ferrovia Centro-Atlântica y la ABPF.
El Programa de Educación Patrimonial Tren de la Vale engloba un conjunto de acciones culturales relacionadas con la valoración del patrimonio cultural y natural de las ciudades históricas brasileñas de Ouro Preto y Mariana, en el estado de Minas Gerais. Entre estas ciudades, el programa pone en circulación la tradicional locomotora a vapor Maria-Fumaça, revitalizando 18 kilómetros de tramo ferroviario de las estaciones Ouro Preto, Mariana, Vitorino Dias y Passagem de Mariana. El turístico Tren de la Vale hace paseos en horarios y días predeterminados entre el tramo ferroviario minero mostrando los paisajes y la cultura regional a través de varios ambientes que componen el complejo histórico-cultural y educacional de los municipios de Ouro Preto y Mariana.
De 2006 a 2008 el programa atendió a cerca de 370 000 personas entre estudiantes de la red pública y comunidades locales con cursos, oficinas y eventos, además de turistas que viajaban en el tren y visitaban los espacios culturales de las estaciones.

## Historia del ferrocarril
La historia de la construcción del ferrocarril de Ouro Preto, iniciada en 1883, y su prolongación hasta Mariana, fueron capítulos esenciales para el desarrollo económico de la región. Fueron necesarios años de espera y prodigiosas obras de ingeniería para transportar las barreras topográficas de la región.
Concluido en 1914, el eje ferroviario Ouro Preto-Mariana, junto con la creciente industrialización, amplió las oportunidades para la comunidad minera.

## El tren
El tren está compuesto por una locomotora de vapor, una diésel y cinco vagones de pasajeros, con capacidad total para 240 personas por viaje.
Los vagones mantienen el mismo diseño de los antiguos trenes, siendo cuatro con interiores en madera y una visión panorámica que permite, por medio de su estructura transparente, la visualización completa de todo el paisaje.

## Programa de Educación Patrimonial
El programa de Educación Patrimonial Tren de la Vale fue idealizado por el agente social Fundación Vale junto con terceros que ayudan al desarrollo del patrimonio cultural y natural de los municipios de Ouro Preto y Mariana.
La Educación Patrimonial está formada por tres subprogramas:
- Vale Conocer - compuesto por acciones de formación, educación y aprendizaje, dentro o fuera de la escuela.
- Vale Promover - cubre la divulgación y promoción del patrimonio cultural y natural de la región tanto para la población de Ouro Preto y de Mariana como para visitantes de todo el país y del exterior.
- Vale Registrar - actúa en la consolidación de la identidad cultural de los habitantes de los municipios de Mariana y Ouro Preto, estimulándolos a asumir el papel de protagonistas de su propia historia.

El Tren de la Vale cuenta con especialistas en las áreas de arquitectura, comunicación, historia, educación, archivística y audiovisual para realizar acciones educativas, conservar los bienes culturales, impartir la temática de la educación patrimonial en el currículo de las instituciones de educación de la región y movilizar, concienciar y estimular a la comunidad. Estos también promueven el turismo cultural de la región del tramo ferroviario.